# Уставни суд Руске Федерације
Уставни суд Руске Федерације (рус. Конституционный Суд Российской Федерации) — највиши судски орган уставне контроле у Руској Федерацији, који самостално и независно врши судску власт путем Уставног судског поступка у циљу заштите основа уставног поретка, основних права и слобода човека и грађанина, обезбеђивања врховности и директног дејства Устава Руске Федерације на целој територији Руске Федерације

## Структура
Главом Уставног суда Руске Федерације је председник. У складу са чланом 23 Федералног Уставног закона од 21.07.1994 № 1-ФКЗ (ред. од 01.07.2021) "о Уставном суду Руске Федерације":
- Председник Уставног суда Руске Федерације именује на позицију Савет Федерације по представљењу председника Руске Федерације на шест година од судија Уставног Суда Руске Федерације.
- Председник Уставног суда Руске Федерације има два заменика, које именује Савет Федерације по представљењу председника Руске Федерације на шест година од судија Уставног суда Руске Федерације.
- Председник и заменици председника Уставног суда Руске Федерације по истеку њиховог мандата могу бити именовани на функцију на нови рок.

Штатни број за 2023.годину је 322 јединице.

## Доношење одлука и њихов регулаторни оквир
Одлуке и закључци Уставног суда доносе се именом Руске Федерације. Током свог постојања донео је десетине хиљада (више од 46 хиљада) одлука, дефиниција, одлука и закључака.

## Састав
Према Уставу Руске Федерације до 2020.године, Уставни суд Руске Федерације се састојао од 19 судија и био је овлашћен да доноси одлуке ако је било присутно најмање две трећине судија од тог броја (до 2014. године најмање три четвртине). Међутим, од јануара 2020.године у Уставном суду остало је само 15 судија, јер није било правовременог именовања нових судија. У 2014.години у закон о Уставном суду унесена је одредба према којој председник треба да унесе у Савет Федерације представу о именовању судије најкасније месец дана од дана отварања ваканције само ако на суду остане мање од 2/3 од укупног броја судија.
Након амандмана усвојених народним гласањем 1.јула 2020. године, Уставни суд Руске Федерације састоји се од 11 судија, укључујући председника Уставног суда Руске Федерације и његовог заменика. Притом, свих 15 судија који су били у Уставном суду у тренутку ступања на снагу амандмана наставили су да врше своје овлашћења до њиховог прекида по законским основама, нови судија ће се именовати тек након што у Уставном суду остане мање од 8-11 судија.
Од 2009.године у Уставном суду предвиђене су позиције два заменика председника, који су заузимали о. с. Хохрякова и с. Након смрти О.С. Хохрякове 31. јула 2019. године, друга позиција заменика остала је вакантна. Поправка члана 125 Устава садржи помену о постојању позиције заменика председника КС у јединственом броју.
Уставни суд пуноважно одлучује када су присутне двије трећине од укупног броја судија. Надлежност остварује на сједницама Уставног суда.
Сједиште Уставног суда је у Санкт Петербургу, у згради некадашњег Правитељствујушчег сената и Светог правитељствујушчег синода.

## Надлежност
Уставни суд Руске Федерације, на захтјев предсједника Руске Федерације, Савјета Федерације, Државне думе, једне петине чланова Савјета Федерације или депутата Државне думе, Владе Руске Федерације, Врховног суда Руске Федерације и органа законодавне и извршне власти субјеката Руске Федерације, одлучује о уставности:
- федералних закона и општих правних аката предсједника Руске Федерације, Савјета Федерације, Државне думе, Владе Руске Федерације;
- устава република, статута, закона и других општих правних аката субјеката Руске Федерације, по питањима из надлежности Руске Федерације и заједничке надлежности Руске Федерације и субјеката Руске Федерације;
- уговора између Руске Федерације и субјеката Руске Федерације и уговора између субјеката Руске Федерације;
- међународних уговора Руске Федерације који нису ступили на снагу.

Уставни суд рјешава сукобе надлежности: између федералних органа, између органа Руске Федерације и органа субјеката Руске Федерације и између највиших органа субјеката Руске Федерације.
Уставни суд, на захтјев предсједника Руске Федерације, Савјета Федерације, Државне думе, Владе Руске Федерације и органа законодавне власти субјеката Руске Федерације, даје тумачење Устава Руске Федерације. Такође, Уставни суд на основу жалби за нарушавање уставних права и слобода грађана и по захтјевима судова провјерава уставност закона примјењеног у конкретној ствари.
Уставни суд на захтјев Савјета Федерације даје мишљење да ли је испоштована процедура подизања оптужбе против предсједника Руске Федерације за државну издају или друго тешко кривично дјело. Надлежност Уставног суда је ближе уређена Федералним уставним законом о Уставном суду Руске Федерације (1994).